# Spinipalpitibia maior
Espèce
Spinipalpitibia maior est une espèce fossile d'araignées aranéomorphes de la famille des Protoaraneoididae.

## Distribution
Cette espèce a été découverte dans de l'ambre de Birmanie. Elle date du Crétacé.

## Description
Le mâle holotype mesure 1,8 mm.

## Publication originale
- Wunderlich, 2015 : On the evolution and the classification of spiders, the Mesozoic spider faunas, and descriptions of new Cretaceous taxa mainly in amber from Burmese (Burma) (Arachnida: Araneae). Beiträge zur Araneologie, vol. 9, p. 21–408 (en).

## Liste des genres de la famille éteinte Protoaraneoididae
Selon The World Spider Catalog 19.5 :
- †Praeteraraneoides Wunderlich, 2018
- †Proaraneoides Wunderlich, 2018
- †Protoaraneoides Wunderlich, 2018
- †Spinipalpitibia Wunderlich, 2015